# Kernkraftwerk José Cabrera
Das inzwischen stillgelegte Kernkraftwerk José Cabrera befindet sich auf dem Gemeindegebiet von Almonacid de Zorita in der Provinz Guadalajara in Zentral-Spanien und besteht aus einem Druckwasserreaktor.

## Geschichte

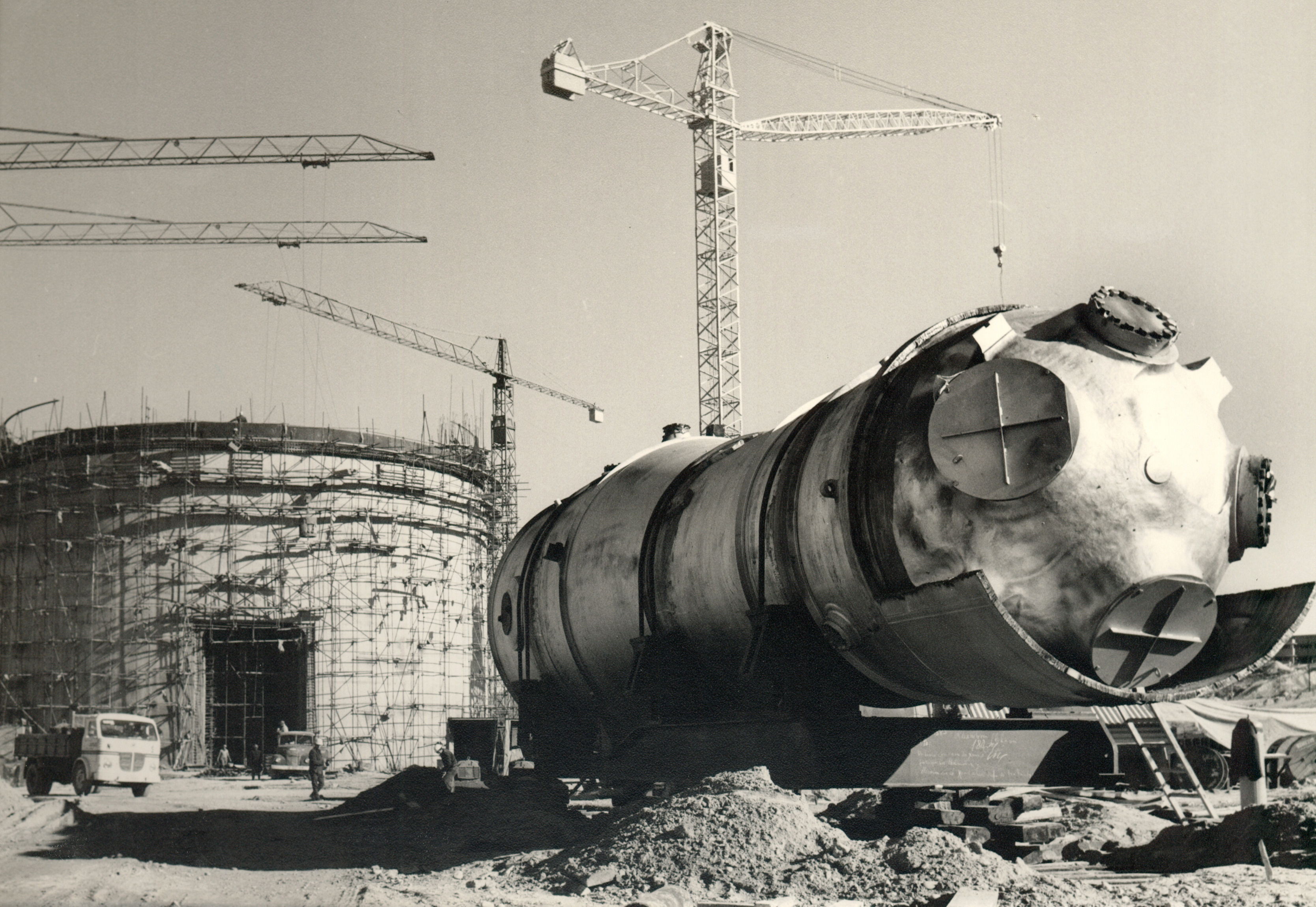
Der Dampferzeuger des Kraftwerks zu dessen Bauzeit (1966)

Baubeginn für den Westinghouse-Reaktor mit einer elektrischen Nettoleistung von 141 MW und einer Bruttoleistung von 150 MW war am 24. Juni 1964. Nach vier Jahren Bauzeit wurde der Reaktor am 30. Juni 1968 erstmals kritisch, wurde am 14. Juli 1968 erstmals mit dem Stromnetz synchronisiert und nahm am 13. August 1969 als erstes Kernkraftwerk Spaniens den kommerziellen Leistungsbetrieb auf. Benannt wurde es nach dem Ingenieur José Cabrera Felipe, einem Pionier der spanischen Kerntechnik. 
Nach 38 Jahren Betrieb wurde der Reaktor am 30. April 2006 endgültig abgeschaltet. Der Rückbau der Anlage wird von der ENRESA ab 2009 vorgenommen; voraussichtlich wird er 135 Millionen Euro kosten.

## Daten der Reaktorblöcke
Das Kernkraftwerk José Cabrera besitzt einen Kraftwerksblock:
| Reaktorblock            | Reaktortyp         | Netto- leistung | Brutto- leistung | Baubeginn  | Netzsyn- chronisation | Kommer- zieller Betrieb | Abschal- tung |
| ----------------------- | ------------------ | --------------- | ---------------- | ---------- | --------------------- | ----------------------- | ------------- |
| José Cabrera-1 (Zorita) | Druckwasserreaktor | 141 MW          | 150 MW           | 24.06.1964 | 14.07.1968            | 13.08.1969              | 30.04.2006    |